# Light of Worlds
Albums de Kool & the Gang
Wild and Peaceful
(1973) Spirit of the Boogie
(1975)
Singles
1. Higher Plane
Sortie : août 1974
2. Rhyme Tyme People
Sortie : décembre 1974
3. Summer Madness
Sortie : mars 1975

Light of Worlds est le cinquième album studio du groupe américain Kool and the Gang, sorti en septembre 1974 chez De-Lite Records.
L'album s'est classé à la 16e place du classement Billboard Top Soul Albums et à la 63e place du classement Billboard 200 aux États-Unis. Light of Worlds a été certifié disque d'or aux États-Unis par la RIAA.
Les deux premiers extraits de l'album, Higher Plane et Rhyme Tyme People, atteignent respectivement la 1re et la 3e place au hit-parade soul américain. Summer Madness (en) est sortie en mars 1975 en tant que double face A avec la chanson Spirit of the Boogie,, cette dernière étant incluse sur l'album du même nom de 1975. Elle est par la suite échantillonnée à plusieurs reprises, notamment par le duo de hip-hop DJ Jazzy Jeff and The Fresh Prince pour leur chanson Summertime.

## Enregistrement et contenu
L'album est enregistré entre 1973 et 1974 aux studios Mediasound à New York. Light of Worlds est considéré comme l'œuvre la plus spirituelle et la plus sophistiquée de Kool & the Gang, faisant suite au succès de leur précédent album, Wild and Peaceful. Bien qu'il s'agisse de leur cinquième album studio (ou septième album contenant des inédits), le groupe considère Light of Worlds comme son neuvième album (en comptant deux compilations), et a donc consciemment choisi neuf chansons pour l'album afin de représenter les neuf planètes du Système solaire de l'époque. 
Light of Worlds est un album jazz-funk, avec des influences afrobeat et une touche de synthétiseurs analogiques.

## Liste des titres
| 1. | Street Corner Symphony | - Kool & the Gang - Amir Bayyan                                    | 4:32 |
| 2. | Fruitman               | - Kool & the Gang - Rick Westfield                                 | 5:19 |
| 3. | Rhyme Tyme People      | - Kool & the Gang - Penni Phynjuar Saunders - Dennis "D.T." Thomas | 3:19 |
| 4. | Light of Worlds        | - Kool & the Gang - Charles "Claydes" Smith                        | 4:21 |

| 5. | Whiting H. & G.          | - Kool & the Gang - Bayyan                 | 3:17 |
| 6. | You Don't Have to Change | - Kool & the Gang - Robert "Spike" Mickens | 2:39 |
| 7. | Higher Plane             | - Kool & the Gang - Bayyan                 | 4:57 |
| 8. | Summer Madness           | - Kool & the Gang - Mickens - Alton Taylor | 4:16 |
| 9. | Here After               | - Kool & the Gang - Bayyan                 | 2:54 |

## Crédits
Kool & the Gang
- Ronald Bell – arrangements (1, 7, 9), piano acoustique (1, 4–7, 9), Clavinet (1, 4, 5, 7), synthétiseur ARP (1, 5–9), basse (1, 7), percussion (1), saxophone ténor (1–4, 7, 9), chant (3, 4, 6, 9), flûte alto (5), mellotron (6, 8, 9), ARP 2600 (7, 8), chant principal (7), piano électrique (9), kalimba (9)
- Robert "Kool" Bell – basse (1–8), chant (6, 7)
- George "Funky" Brown – batterie (1–9),  percussion (1, 9), chant (6), timbales (9), gong (9)
- Robert "Spike" Mickens – trompette (1, 2, 3, 5, 7, 9), bugle (2), chant (6), arrangements (6, 8)
- Claydes Charles Smith – guitare (1–8), vibraphone (4), percussion (4), arrangements (4), chef d'orchestre (4)
- Ricky West – piano acoustique (1, 2, 7), lead vocals (2), arrangements (2), piano électrique (5, 8)
- Dennis "D.T." Thomas – saxophone alto (1, 2, 3, 7), Clavinet (3), congas (3), percussion (3, 5), chant (3), arrangements (3)

### Musiciens additionnels
- Herb Lane – chant (4), chœurs (7)
- Alton Taylor – chant (4), chant principal (6)
- Penni Phynjuar Saunders – chant (3, 4)
- Richard Shade – chœurs (7)
- Kenneth Banks – chœurs (7)
- Al Pazant – trompette (4)
- Ed Pazant – hautbois (4), saxophone alto (4)
- Noel Pointer – cordes (4)[9]

### Production
- Producteurs – Kool & The Gang
- Ingénieurs du son – Bob Clearmountain, Godfrey Diamond, Harvey Goldberg et Alec Head
- Conception de la pochette – Frank Daniel
- Notes d'accompagnement – Cleveland "Clevie" Browne
- Photographie – Bernie Block, David Lartaud et Phil Willen

## Classements et certifications
| Classement (1974–75)       | Meilleure position |
| -------------------------- | ------------------ |
| Canada (RPM 100 Albums)    | 93                 |
| États-Unis (Billboard 200) | 63                 |
| États-Unis (Top Soul LPs)  | 16                 |

| Région                                | Certification | Ventes/Streams |
| ------------------------------------- | ------------- | -------------- |
| États-Unis (RIAA)                     | Or            | 500 000^       |
| ^Mise en rayon selon la certification |               |                |